# 唐志国
唐志国（1954年10月—），男，天津宝坻人，中华人民共和国政治人物，中共党员。辽宁大学中文系中文专业毕业，中共中央党校经济管理专业毕业。曾任辽阳市人民政府市长、中共辽阳市委书记、中共辽阳市委党校校长。

## 生平
1972年4月，于锦州铁路司机学校车辆专业学习。1973年12月参加工作，于山海关铁路车辆段修车间任车辆钳工。1974年5月，任山海关铁路车辆段党委办公室代理宣传干事。1975年，加入中国共产党。1975年12月，任锦州铁路局《锦铁消息》编辑。
1980年4至1984年5月，于辽宁大学中文系中文专业学习。1983年9月起，历任锦州市人事局干部科、办公室科员、办公室副主任、办公室主任。1986年5月至1988年6月，于中国行政函授大学人事管理专业学习。1987年4月，任锦州市政府办公室调研员、综合处副处长。1989年9月，任锦西市人事监察局筹备组负责人。1990年5月，任锦西市人事监察局副局长。1993年8月至1995年12月，于中共中央党校经济管理专业学习。
1995年3月，任中共绥中县委副书记、副县长、代县长、县长。1997年3月，任中共绥中县委书记。
1998年10月，任中共葫芦岛市委常委、组织部部长。
2000年2月，任中共辽阳市委常委、组织部部长。2003年4月，任中共辽阳市委副书记、市委党校校长。2004年9月，任中共辽阳市委副书记、市政府副市长、代市长，2005年1月当选市长。2008年，被选为第十一届全国人民代表大会辽宁地区代表。2010年11月，任中共辽阳市委书记。2014年9月，因退休不再担任中共辽阳市委书记。2024年3月，唐志国因违法违纪遭中共辽宁省纪委开除党籍，取消退休待遇。